# لیتون (آلاباما)
لیتون (به انگلیسی: Leighton) شهری در شهرستان کولبرت ایالت آلاباما است که مساحت آن ۲٫۵۵ کیلومتر مربع است و در سرشماری سال ۲۰۱۰ میلادی، ۷۲۹ نفر جمعیت داشته و تراکم جمعیتی آن، ۲۸۵٫۸۸ نفر در هر کیلومتر مربع بوده است.

## نگارخانه

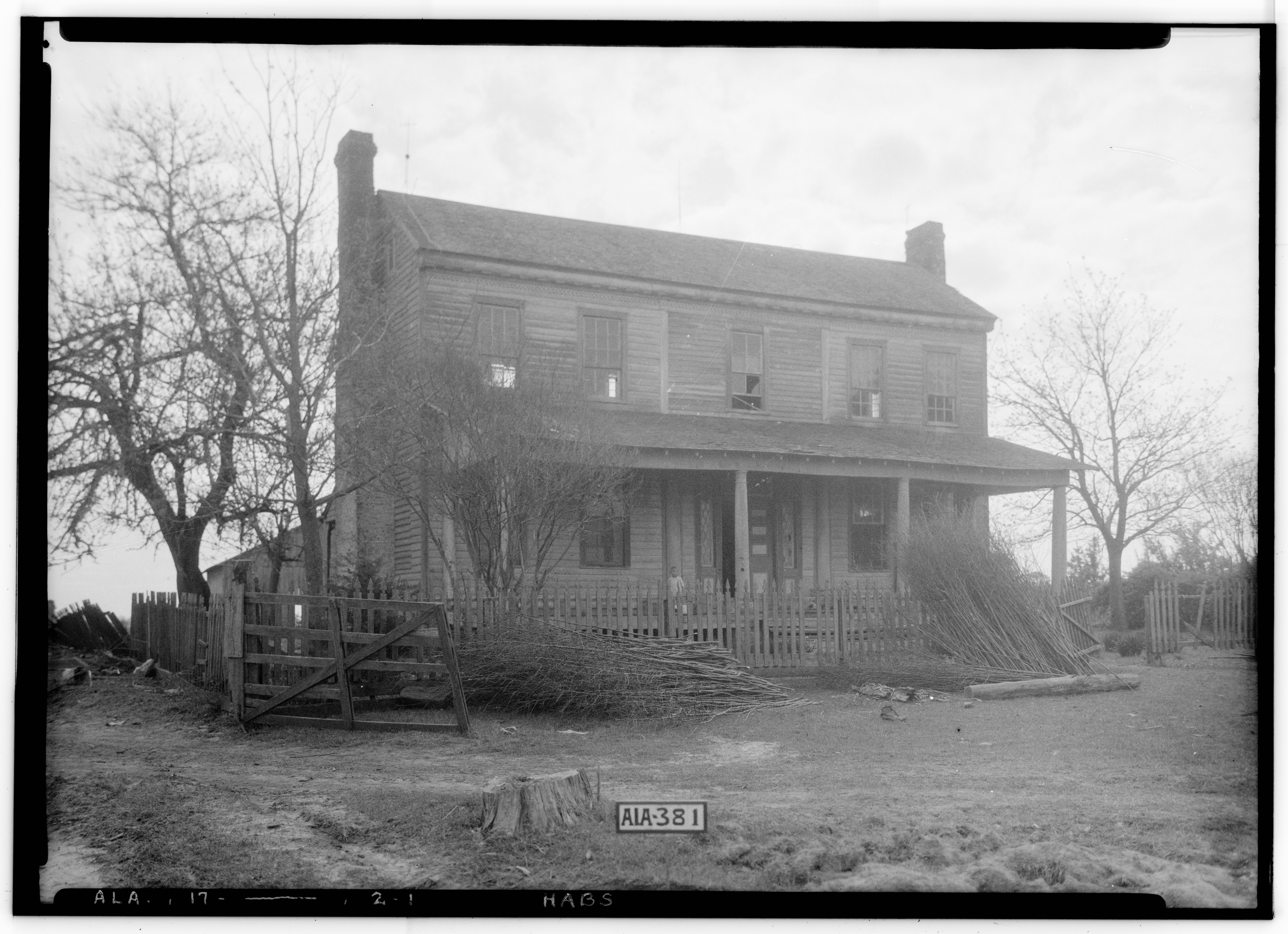
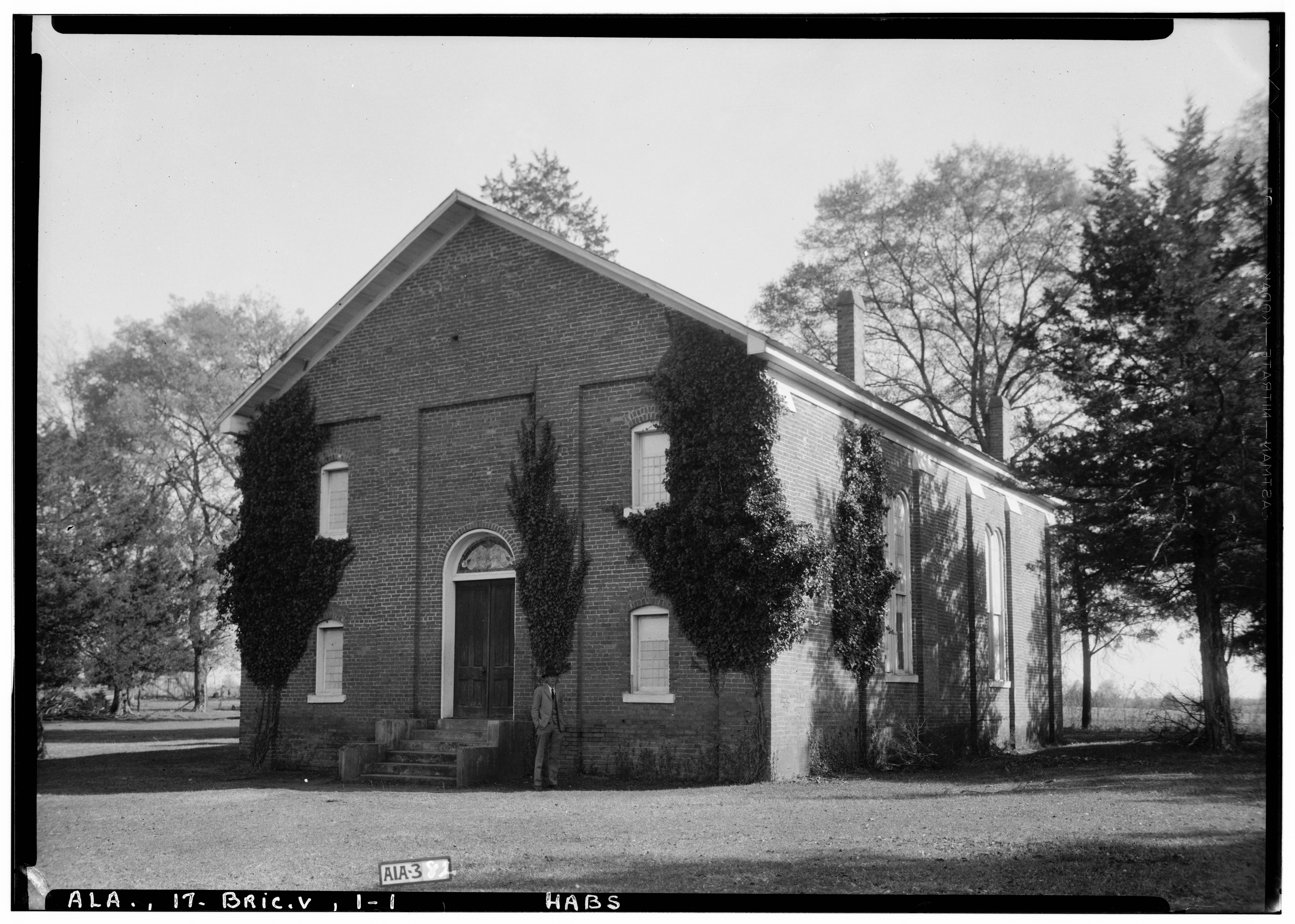
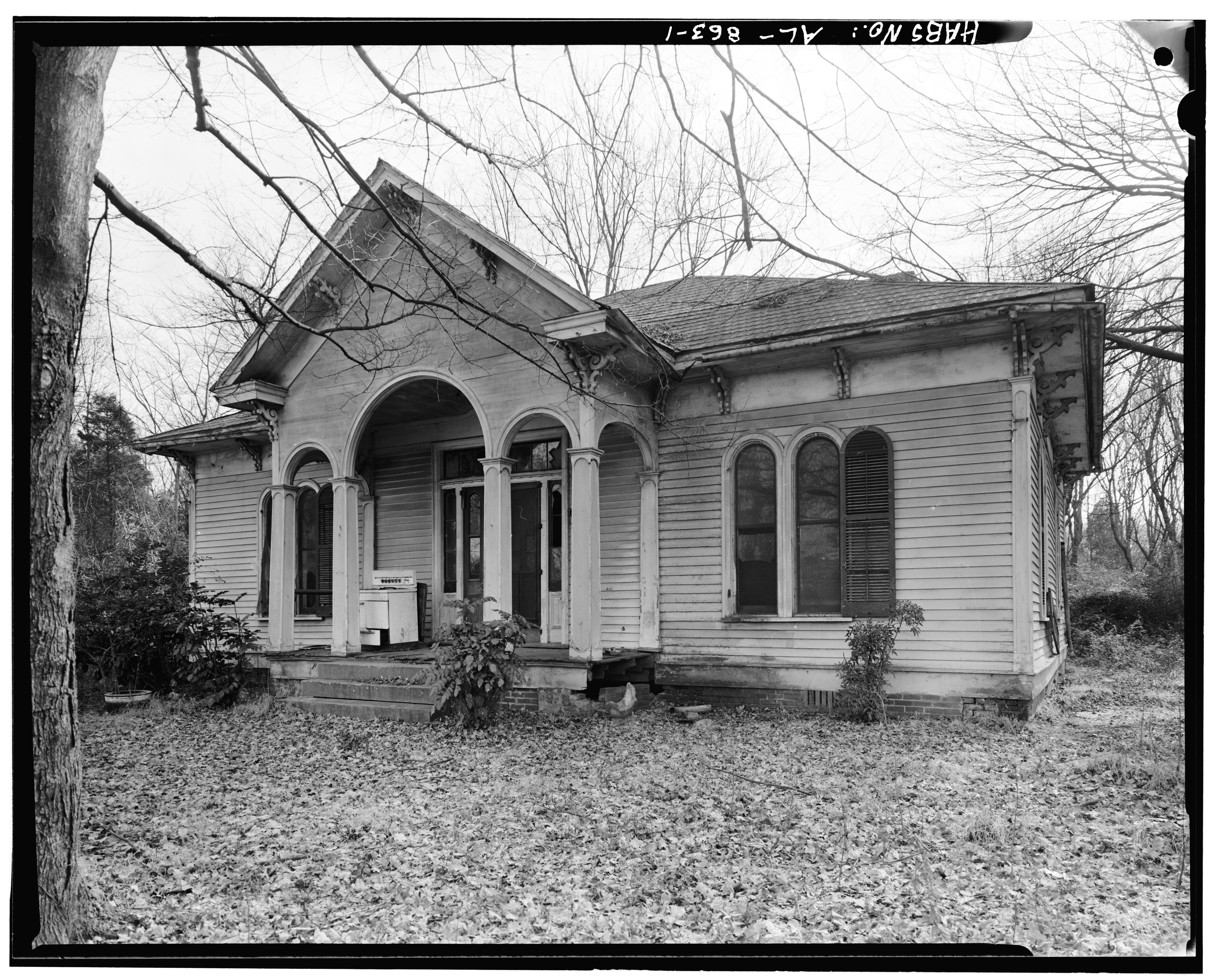